# Eros (Philosophie)
Der Ausdruck Eros (altgriechisch ἔρως érōs [/ěrɔːs/]) kann im Deutschen unter anderem mit „Liebe“ oder „Begehren“ wiedergegeben werden. Er bezeichnet in der antiken griechischen Literatur und in der philosophischen Tradition eine unterschiedlich definierte und beschriebene Form starken Begehrens oder Verlangens, das den Menschen wie eine übermenschliche Macht zu ergreifen scheint und daher mythisch auf die Einwirkung der Gottheit Eros zurückgeführt wurde. In der Philosophie werden seit der Antike die Fragen erörtert, wie ein vom Eros angetriebenes Streben im Einzelfall ethisch zu beurteilen ist, welche Rolle es in der Ontologie und in religiösen Zusammenhängen als motivierender Faktor bei der Wahrheitssuche spielen kann und auf welche Objekte es sich im Rahmen einer hierarchischen Wertordnung richten soll.

## Begriffsbestimmung
Abzugrenzen ist der Eros von den Begriffen philía (φιλíα) und agápē (αγάπη), die im Deutschen ebenfalls mit „Liebe“ übersetzt werden. Bei philia steht der Aspekt der Freundschaft und freundschaftlichen Liebe im Vordergrund. Mit agape ist ein Lieben im Sinne von Wohlwollen gemeint, das nicht (oder nicht in erster Linie) im Begehren wurzelt, daher nicht auf Bedürfnisbefriedigung des Liebenden abzielt und nicht notwendigerweise ein Freundschaftsverhältnis voraussetzt oder schaffen soll. Im Gegensatz dazu ist Eros dadurch charakterisiert, dass der „erotisch“ Liebende mit großer Heftigkeit für sich die Erlangung seines Liebesobjekts oder eine Verbindung mit diesem erstrebt. Das Objekt des Eros muss nicht ein Mensch sein; es kann für den Philosophen auch etwas rein Geistiges (eine Idee, eine Tugend) sein.
Ein Merkmal des antiken griechischen Verständnisses von Eros ist der häufige Bezug zu politischen Verhältnissen. Eros war nicht nur eine Privatangelegenheit zweier Liebender. Der Begriff diente auch zur Beschreibung von Vaterlandsliebe, patriotischen Bestrebungen und politischen Ambitionen, denen man sich mit „erotischer“ Leidenschaft hingab. Zur politischen „Erotik“ gehörte neben Freiheitsliebe und Ehrgeiz auch Machtgier, die der Geschichtsschreiber Thukydides als Erscheinungsform des Eros darstellte. So gesehen erscheint auch die Tyrannis als erotisches Phänomen.

## Antike Mythologie und Dichtung
Der philosophischen Begriffsverwendung geht die umgangssprachliche und mythologische voraus. In Hesiods Theogonie hat Eros keine Eltern, er ist nach dem anfänglichen Chaos zusammen mit Gaia und Tartaros entstanden. Er ist der schönste unter den unsterblichen Göttern und in der Lage, sich gegen vernünftige Überlegungen durchzusetzen; alle Götter und alle Menschen sind seiner Macht ausgeliefert.
In der Orphik wird Eros mit dem geflügelten Lichtgott Phanes, einer Hauptgottheit der Orphiker, gleichgesetzt.
In der Tragödie Antigone des Sophokles veranlasst Eros den mit der Titelheldin verlobten Haimon, den Sohn des Königs Kreon, sich gegen seinen Vater, der Antigones Hinrichtung will, aufzulehnen. Damit thematisiert der Dichter einen Konflikt zwischen erotischem Begehren und der Loyalitätspflicht gegenüber dem Vater. Dabei erweist sich Eros als stärker. Er wird vom Chor als Eros, unbesiegt im Kampf angesprochen; mit diesem berühmten Vers drückt der Dichter seine Überzeugung aus, dass der Mensch der Macht des Eros, die ihn ergreift, gänzlich ausgeliefert ist. In der Tragödie Der bekränzte Hippolytos des Euripides wendet sich der Chor an Eros als den Beherrscher der Menschen und beschreibt ihn als Zerstörer und Unheilbringer, der aber auch wohlwollend sein kann.
In der hellenistischen Literatur und Kunst ist ein anderes Bild von Eros geläufig. Dort ist er gewöhnlich ein verspielter, mutwilliger Knabe, der Sohn und Begleiter der Liebesgöttin Aphrodite. In der römischen Literatur und Kunst spielt er diese Rolle als Amor oder Cupido. Neben dieser harmlos wirkenden Seite weist er aber auch gefährliche Züge auf: Seine Einwirkung auf den Menschen wird wegen ihrer Heftigkeit und ihres oft destruktiven Charakters gefürchtet. In der gesamten antiken Literaturgeschichte stößt man auf den Gedanken, erotische Besessenheit sei als Krankheit aufzufassen und der Betroffene benötige ein Heilmittel.

## Antike Philosophie
In der antiken Philosophie wurde Eros unter zwei verschiedenen Gesichtspunkten ins Auge gefasst: einerseits als kosmische, an der Weltentstehung (Kosmogonie) beteiligte göttliche Instanz („kosmogonischer Eros“), andererseits als ein auf das menschliche Gemüt machtvoll einwirkender Faktor. Diesen Faktor hielten viele Philosophen ebenso wie Dichter und Mythenerzähler für übermenschlich (göttlich oder dämonisch).

### Kosmischer Eros bei den Vorsokratikern
Der Vorsokratiker Parmenides stellte fest, die weibliche Schöpfungsgottheit, die Lenkerin der Welt, habe Eros als ersten der geschaffenen, ihr untergeordneten Götter „ersonnen“ (denkend erzeugt). Auch sein jüngerer Zeitgenosse Empedokles († um 435 v. Chr.) befasste sich – wie bei den vorsokratischen Denkern üblich – mit der Frage nach den Umständen der Weltentstehung. Er ging von einem ewigen Kreislauf aus, der von zwei einander entgegenwirkenden bewegenden Kräfte angetrieben wird, einer anziehenden und vereinigenden und einer abstoßenden und trennenden. Sie streben unablässig danach, einander zu verdrängen. Aus ihrem endlosen wechselhaften Kampf resultieren alle Vorgänge im Universum einschließlich der menschlichen Schicksale. Die vereinigende Kraft nannte Empedokles „Liebe“, die trennende „Streit“. Er verwendete aber nicht das Wort Eros, sondern nannte die anziehende Kraft philótēs (Liebe im Sinne von Freundschaft). In einer fernen Vergangenheit, als die Macht des Streits noch geringer war, hat nach Empedokles’ Darstellung die Liebesgöttin Kypris (Aphrodite) die Welt regiert.

### Eros im menschlichen Leben
Ab der Zeit des Sokrates und Platons tritt die Frage nach der Bedeutung des Eros im menschlichen Leben – insbesondere im philosophischen Leben – in den Vordergrund. Eros wird aber nicht als etwas spezifisch Menschliches betrachtet. Er behält den Charakter einer kosmischen Gewalt, die auch im Tierreich herrscht und den Fortbestand der belebten Natur ermöglicht.
Problemstellung
Die Urteile der antiken Philosophen über den Eros und ihre Ansichten über den richtigen Umgang mit ihm fallen unterschiedlich aus, teils sind sie zwiespältig. Die Macht des Eros, die den Menschen ergreift und zwingt und ihm die Vernunft, Besonnenheit und Selbstbeherrschung raubt, stellt für die griechische Philosophie eine Herausforderung dar. Eine derartige Einwirkung auf das Gemüt ist dem Streben nach unerschütterlichem Gleichmut (Ataraxie) – einem wichtigen Ideal der antiken Philosophen – entgegengesetzt. Erotische Begierde beeinträchtigt oder verhindert die innere Unabhängigkeit des vernunftgelenkten Individuums von fremden und irrationalen Einflüssen. Daher wird sie in der philosophischen Literatur als problematisch eingeschätzt. Wegen seiner als übermenschlich empfundenen Macht fordert Eros aber auch Respekt. Das Verhalten des von erotischer Begierde Ergriffenen erscheint als manía (Raserei, Wahnsinn). Der peripatetische Philosoph Theophrast beschreibt Eros als Übermaß eines gewissen irrationalen Begehrens. Andererseits wird als positiver Aspekt gewürdigt, dass der (homoerotische) Eros eine erzieherische Wirkung entfaltet, indem der Liebende nach Tugend strebt, um den Geliebten nachzuahmen und seine eigene Attraktivität zu steigern. Der pädagogische Wert einer erotischen Verbindung zwischen Lehrer und Schülern findet Anerkennung. Für den Philosophen stellt sich die Aufgabe, die Natur des Eros zu erfassen und ihn mittels der Vernunft zu bändigen.
Platons Aufstiegsmodell
→ Hauptartikel: Platonische Liebe
Ideengeschichtlich erzielte Platons Eros-Deutung und Liebestheorie die stärkste und nachhaltigste Wirkung. Platon erörterte den Eros in mehreren seiner Dialoge, vor allem im Symposion und im Phaidros, aber auch in der Politeia und den Nomoi; mit der Philia befasste er sich im Lysis. Im Symposion („Gastmahl“) tragen die Gesprächsteilnehmer unterschiedliche Theorien über den Eros vor, womit sie dem Leser die Vielfalt der philosophischen Meinungen vor Augen führen. Platons eigene Auffassung lässt sich aus seinen Dialogen nur indirekt erschließen.
Nach der platonischen Theorie ist es ein Hauptmerkmal des Eros, dass der Liebende in sich einen schwerwiegenden Mangel verspürt. Daher strebt er intensiv nach etwas, was diesen Mangel ausgleichen könnte und aus diesem Grund zum Objekt seiner Liebe wird. Das Liebesobjekt will er erlangen, er möchte sich mit ihm verbinden oder es sich aneignen.
Wenn der Liebende aber Philosoph ist, begnügt er sich nicht mit der einzelnen Person, die zunächst seine erotische Begierde erregt hat, sondern versucht das, worauf es hier eigentlich ankommt, zu erfassen. Er erkennt, dass seine Sehnsucht letztlich nicht dem Individuum als solchem gilt, sondern etwas Allgemeinerem, das in einzelnen geliebten Personen verkörpert ist und deren erotische Attraktivität ausmacht. Dieses allgemeine Gut ist nach Platons Lehre die Schönheit. Der liebende Philosoph gelangt zu der Einsicht, dass die sinnlich wahrnehmbare körperliche Schönheit nur eine bestimmte Erscheinungsform von Schönheit ist, und zwar die in der Wertordnung niedrigste. Er entdeckt, dass es auch eine höherrangige seelische Schönheit (Tugenden, „schöne“ Handlungen) gibt und darüber eine noch höhere geistige Schönheit, die in der philosophischen Erkenntnis erlebbar ist. So gelingt es dem philosophischen Erotiker, den erotischen Drang auf immer umfassendere, allgemeinere, höherrangige und daher lohnendere Objekte zu richten. Sein Aufstieg führt ihn von den Sinnesobjekten zu den rein geistigen Ideen. Schließlich erweist sich die allgemeinste auf diesem Weg erreichbare Wirklichkeit, die Platon als das Schöne an sich bestimmt, als das würdigste Objekt. Dort endet die Suche des Liebenden, denn erst dort findet er nach dieser Lehre vollkommene Erfüllung seines Strebens.
Nichtplatonische Bewertungen des Eros
Außerhalb der platonischen Tradition lehnten manche Philosophen den Eros grundsätzlich ab. Andere erörterten die Frage, unter welchen Umständen erotische Beziehungen mit einer philosophischen Lebensweise vereinbar sind. Befürwortet wurde die Vereinbarkeit nur unter der Voraussetzung, dass durch die Liebe keine innere Abhängigkeit von einer anderen Person entsteht. Eine Beeinträchtigung der seelischen Autonomie des Philosophen dürfe nicht in Kauf genommen werden. In diesem Sinne äußerte sich schon der Vorsokratiker Demokrit: Rechtmäßige Liebe ist es, nach schönen (Männern) zu streben, ohne sich den eigenen Begierden hinzugeben.
Bei den Stoikern gingen die Ansichten auseinander. Führende Autoritäten – der Schulgründer Zenon von Kition und Chrysippos von Soloi – hielten es für richtig, dass ein Weiser seine Liebe den Jünglingen zuwendet, wenn diese eine Veranlagung zur Tugend zeigen. Sie nannten eine solche Liebe zwar eros, bestimmten sie aber nicht – wie im normalen Sprachgebrauch – als Leidenschaft (pathos), denn Affekte wurden in der stoischen Lehre negativ bewertet. Das Ziel der Stoiker war die apatheia (Gleichmut durch Freiheit von Gemütserregungen, die Abhängigkeit erzeugen und den Seelenfrieden stören). Daher konnten sie den Eros nur bejahen, wenn sie ihn nicht als Affekt auffassten. Nach ihrer Lehre muss man scharf zwischen dem Eros des begierdefreien Weisen und dem des begehrenden, sexuellen Genuss anstrebenden Narren unterscheiden. Die Liebe des Weisen definierten sie als durch das Erscheinen von sichtbarer Schönheit verursachten Impuls, sich mit jemand zu befreunden, wobei das Ziel Freundschaft und nicht Sexualität sei. Ein solcher Eros sei keine Begierde (epithymia), sondern eine Sache der Freundschaft (philia) und daher nicht tadelnswert, sondern positiv zu bewerten, denn er könne zur Tugend anspornen.
Allerdings bestand unter den Stoikern diesbezüglich keine Einhelligkeit; der einflussreiche Stoiker Epiktet, der für eine allgemeine Menschenliebe eintrat, missbilligte erotische Beziehungen. Er meinte, die wahre, nicht diskriminierende Liebe setze beim Liebenden eine innere Distanz voraus, die mit emotionaler Bindung an einzelne Individuen nicht vereinbar sei; die letztere könne in Hass umschlagen.
Bei den Epikureern herrschte eine strikt ablehnende Haltung gegenüber erotischen Bindungen. Sexualität war suspekt, galt aber als einigermaßen akzeptabel, wenn sie nur der Befriedigung eines sexuellen Bedürfnisses dient und nicht zu emotionalen Verwicklungen führt. Ähnlich dachten die Kyniker, die sexuelle Schamhaftigkeit ablehnten und für unmittelbare Befriedigung sexueller Bedürfnisse eintraten, aber von erotischen Liebesbeziehungen nichts wissen wollten.
Neuplatonismus
Plotin, der Begründer des Neuplatonismus, legte auf die kosmische Rolle des Eros Gewicht. Er ordnete ihn der Weltseele zu und fügte ihn damit in das neuplatonische Weltordnungsmodell, die Hypostasenlehre, ein.
Hinsichtlich der erotischen Liebe des Menschen unterschied Plotin zwei Arten: eine rein kontemplative Liebe, die auf Betrachtung des Urschönen und Vertrautheit mit ihm abzielt, und eine produktive, die im Schönen zeugen oder hervorbringen will. Den kontemplativen Eros hielt Plotin für höherrangig. Er schrieb dem erotischen Impuls die Macht zu, die zu höheren Hypostasen (Wirklichkeitsebenen) aufsteigende Seele des Philosophen nicht nur zum Schönen an sich zu führen, sondern darüber hinaus sogar zum höchsten Prinzip der neuplatonischen Weltordnung, dem Einen.
Für Plotin ist der Aufstiegsweg ein Weg nach innen. Sein Eros sucht und findet Erfüllung nicht durch Erlangung eines äußeren Objekts, sondern im Rückzug des Individuums auf sich selbst, wo es im eigenen Inneren das Göttliche antreffen kann. Die transzendente Schönheit begegnet der Seele, wenn diese ihre eigene transzendente Natur betrachtet. Damit gibt sich die Seele aber nicht zufrieden; sie will darüber hinaus bis zum Einen gelangen. Alle äußeren Liebesobjekte erwecken nicht durch ihr eigenes Sein Liebe, sondern nur weil und insoweit sie das Eine abbilden, das für den Menschen zugleich das Gute schlechthin ist. Somit zielt alles erotische Streben letztlich auf das Eine ab und kann erst in dessen Erlangung volle Befriedigung finden. Das höchste Ziel, die Vereinigung mit dem Einen (henosis), ist erreichbar, da das Eine der Seele innewohnt; in sich selbst kann sie unmittelbar Zugang zu ihm haben.
Der spätantike Neuplatoniker Proklos sah das Endziel des erotischen Strebens im Erreichen des Schönen an sich. Wenn dieses Ziel erreicht sei, komme Eros zur Ruhe. Weiter könne der erotische Impuls den Suchenden nicht führen. Zum Einen, der höchsten Stufe, gelange man erst in einem letzten Schritt des Aufstiegs, wobei statt Eros die „Gewissheit“ (pístis), eine transzendente Erkenntnisform, der maßgebliche Faktor sei. Für diesen Schritt könne das für den Eros charakteristische drängende Begehren nicht in Betracht kommen.

## Von der Renaissance zur Aufklärung
In der Renaissance wurden die zuvor im Westen größtenteils verschollenen Werke Platons, darunter das Symposion, sowie Schriften der antiken Neuplatoniker neu entdeckt. Sie wurden ins Lateinische übersetzt und durch den Buchdruck einer breiten gebildeten Öffentlichkeit zugänglich gemacht. In humanistischen Kreisen erwachte ein neues Interesse am platonischen Eros-Konzept. Denker wie Marsilio Ficino (1433–1499), Jehuda ben Isaak Abravanel (Leone Ebreo, † nach 1521) und Giovanni Pico della Mirandola († 1494) befassten sich intensiv mit der Theorie der Liebe. Dabei setzten sie sich mit dem einschlägigen Gedankengut Platons und der antiken Neuplatoniker auseinander. Pietro Bembo (1470–1547) verfasste einen Dialog über die Liebe, mit dem er sich in die neuplatonische Tradition stellte. Da diese Autoren ihre Werke aber nicht griechisch, sondern lateinisch oder in neuzeitlichen Sprachen verfassten, gingen sie nicht vom besonderen Bedeutungsgehalt des griechischen Begriffs Eros aus. Vielmehr verwendeten sie die lateinischen Wörter amor und caritas oder deren Äquivalente in ihren Sprachen. Diese Begriffe waren im damaligen Sprachgebrauch auch mit Vorstellungen verbunden, die aus der christlichen (neutestamentlichen) Gedankenwelt stammen (christliche Gottesliebe und Nächstenliebe). Das christliche Gedankengut vermischte sich mit den Eros-Theorien der antiken Philosophie.
Vielfach wurde aus dem Platonismus die Vorstellung übernommen, die erotische Liebe sei, wenn man sie richtig verstehe und praktiziere, ein Erkenntnisweg, der den Erotiker zu höheren Liebesformen führe und ihn veredle. Sie habe eine metaphysisch-religiöse Dimension und könne dem Liebenden im Verlauf seines Aufstiegs einen göttlichen Bereich erschließen. Eine so aufgefasste Liebe wurde als „sokratisch“ oder „platonisch“ bezeichnet. Der einflussreichste Impulsgeber dieser Platon-Rezeption war Marsilio Ficino.
Ein wichtiges Thema war in den philosophischen Erörterungen die Bedeutung der sinnlich wahrnehmbaren Schönheit und die ethische Bewertung des von ihr ausgelösten erotischen Strebens. Die von körperlicher Schönheit ausgehende Faszination galt in weiten Kreisen, insbesondere in kirchlichem Milieu, als suspekt oder gar prinzipiell schädlich. Die möglichen sexuellen Implikationen waren ein heikles Thema, vor allem auch wegen der homoerotischen Ausprägung des Eros in der antiken philosophischen Literatur. Platonisch orientierte Autoren bemühten sich, die Brisanz dieser Problematik durch differenzierende Analyse zu entschärfen, und betonten ihre Distanz zu sexuellen Aspekten der Schönheitsliebe.
Giordano Bruno veröffentlichte 1585 sein Werk „Von den heroischen Leidenschaften“ (De gli eroici furori), in dem er „die Leidenschaften nicht gewöhnlicher, sondern heroischer Liebe“ beschrieb. Damit setzte er die Tradition der Renaissance-Liebestraktate fort, in denen der Eros aus religiös-philosophischer Perspektive betrachtet wird. Er kannte diese Literatur und die ihr zugrunde liegende platonische Liebestheorie und entnahm daraus zahlreiche Anregungen, betrachtete sich aber nicht als Platoniker oder Anhänger einer anderen Schulrichtung, sondern entwickelte ein eigenes Konzept. Im Gegensatz zu traditionellen Lehren, insbesondere denen des Aristoteles, befürwortete er nicht Ausgeglichenheit (Tugend als Mäßigung und Mittelweg zwischen negativ bewerteten Extremen). Vielmehr meinte er, gerade der Exzess, das Aufsuchen von Extremen könne zu Erkenntnis verhelfen.
Mit furore (Leidenschaft) spielt Bruno auf die antike Deutung erotischer Liebe als „Wahnsinn“ (griechisch mania, lateinisch furor) an. Die Leidenschaftlichkeit, den Drang zum Extremen teilt Brunos „heroische“ Liebe mit der „gewöhnlichen“, doch ansonsten unterscheidet sie sich von ihr fundamental. Der „gewöhnlich“ Liebende erhofft sich von einer Person des anderen Geschlechts sinnliche und emotionale Befriedigung; somit ist sein Ziel begrenzt. Der „heroisch“ Liebende hingegen wendet sich einem nichtsinnlichen und grenzenlosen Objekt zu: der philosophisch zu erkennenden Wahrheit. Sein Verhältnis zu diesem Objekt ist aber nicht das eines ruhig Forschenden, sondern von leidenschaftlicher, zutiefst erotischer Art. Daher ist die metaphorische Verwendung einer aus der Welt der sinnlichen Liebe stammenden Ausdrucksweise bei der Schilderung heroischer Liebe für Bruno legitim. Er betont aber auch, dass die von ihm gemeinte Leidenschaft nicht wie bei der „gewöhnlichen“ Liebe Hingabe an einen irrationalen Impuls bedeute. Nach seinem Verständnis ist die Wahrheitssuche eine leidenschaftlich betriebene Tätigkeit des Intellekts, der eine „gewisse göttliche Abstraktion“ vornimmt.
Der im Sinne von Brunos Auffassung heroisch Liebende ist ein Jäger auf der Jagd nach der Wahrheit. Dafür benötigt er sowohl einen klaren Intellekt als auch die Fähigkeit zu einem intensiven Gefühlsleben, zu heftiger Erregung der Seele; sein Eros ist von maßloser Leidenschaft geprägt. Da er weiß, dass sein Liebesobjekt unendlich ist, ist ihm klar, dass er niemals am Ziel sein und dort zur Ruhe kommen wird, sondern immer weiter voranschreiten muss. Die Wahrheit, die er sucht und nur partiell findet, ist letztlich unbegreiflich; sie gänzlich zu erfassen ist ausgeschlossen. Da seine heroische Liebe stets auf Zukünftiges abzielt, kann er sich im Gegensatz zum „gewöhnlich“ Liebenden nie der Gegenwart seines Liebesobjekts erfreuen. Der Eros, der ihn antreibt, verursacht ihm daher einen niemals endenden Schmerz. Indem er dies als notwendig erkennt und tapfer akzeptiert, erweist er sich als Held und seinen Eros als heroisch. Zwar kann der endliche „Jäger“ in seltenen Fällen seine unendliche „Beute“ erjagen und sich mit ihr vereinigen, wodurch er vergöttlicht wird, doch selbst damit erlangt er kein vollkommenes, vollständiges Wissen. Die Suche geht weiter.
Der englische Philosoph Shaftesbury (1671–1713) entwarf eine Ethik und Ästhetik, mit der er die in Platons Symposion vorgetragene Lehre der Seherin Diotima vom Aufstieg der Seele unter dem Einfluss des Schönen erneuerte. Im Sinne der platonischen Tradition betonte er die entscheidende Bedeutung von Eros und Enthusiasmus für die Verwirklichung der Tugend. Hinsichtlich der hierarchischen Ordnung in der Ästhetik hob er hervor, dass die eigentliche Schönheit nicht in schön gestalteten toten Objekten liege, sondern im Geiste des Künstlers, der die Objekte formt und ihnen damit erst die Schönheit verleiht. Für Shaftesbury führt der Aufstieg des Schönheitsliebenden vom Passiven, Erschaffenen zum Wirkenden, Schöpferischen und schließlich zu Gott als demjenigen Erschaffenden, der nicht nur Schönes, sondern sogar Schöpfer von Schönem erzeugt.
Viele Liebestheorien des 18. und frühen 19. Jahrhunderts unterschieden scharf zwischen einer sinnlichen, auf körperliche Bedürfnisse reduzierbaren Liebe und einer rein geistig-seelischen Liebe, die man „platonisch“ zu nennen pflegte und für die einzig wahre Liebe hielt. Ein einflussreicher Repräsentant dieser Sichtweise war Frans Hemsterhuis (1721–1790).

## Moderne

### Altertumswissenschaft und Theologie
In der Moderne ist sowohl von altertumswissenschaftlicher als auch von theologischer Seite eine neue Auseinandersetzung mit dem Thema eingeleitet worden.
Aus altertumswissenschaftlicher Perspektive geht es darum, den Eros im antiken (nichtchristlichen) Sinne als besondere Erscheinung ins Auge zu fassen, ihn also von anderen Liebesformen zu unterscheiden und in seiner Eigenart zu würdigen. Altertumswissenschaftler pflegen zu betonen, dass der neuzeitliche, seit der Renaissance gebräuchliche Begriff „platonische Liebe“ einen fundamentalen Bedeutungswandel durchgemacht hat und daher scharf von Platons authentischem Eros-Konzept zu unterscheiden ist.
In theologischer und philosophiegeschichtlicher Literatur ist insbesondere die Frage kontrovers diskutiert worden, ob zwischen dem platonischen Eros und der Liebe im neutestamentlichen Sinn eine unüberbrückbare Kluft besteht oder erhebliche Gemeinsamkeiten erkennbar sind. Die Befürworter einer scharfen Trennung argumentieren, der platonische Eros sei egozentrisch. Sie meinen, es handle sich letztlich um Selbstliebe. Geliebte Personen seien für den Erotiker nur Mittel zum Zweck seines Aufstiegs in höhere Regionen und als Individuen unwesentlich. Darin bestehe ein fundamentaler Unterschied zur christlichen Gottes- und Nächstenliebe, die auf ihr Objekt und nicht auf das Wohlergehen des Liebenden ausgerichtet sei. Vertreter der Gegenposition bestreiten die Richtigkeit dieser Platon-Deutung; manche Forscher akzeptieren sie nur hinsichtlich der unteren Stufen des erotischen Aufstiegs.

### Philosophie
Im modernen philosophischen Diskurs spielt die aus der Antike stammende Eros-Vorstellung kaum eine Rolle. In philosophischen Debatten ist gewöhnlich von „Liebe“ und deren verschiedenen Motiven, Zielen und Objekten die Rede, wobei der Eros (im antiken Sinn) nicht als eigenständiges Phänomen abgegrenzt wird.
Eine Ausnahme bildet die Lebensphilosophie von Ludwig Klages. Klages wies auf die Vieldeutigkeit und Missverständlichkeit des Begriffs „Liebe“ hin und begründete damit seine Entscheidung für „Eros“. Er knüpfte ausdrücklich an die antike Vorstellung eines „elementaren“, äußerst machtvollen, kosmische Wirksamkeit entfaltenden Eros an; eines seiner Werke betitelte er Vom kosmogonischen Eros. Diesen Eros, den er als naturgemäß propagierte, grenzte er scharf vom platonischen Eros-Konzept ab, in dem er eine naturwidrige Verirrung und Verfallserscheinung sah. Platons Wertordnung, in der die Liebe zu Ideen (Tugenden) und insbesondere zum „Schönen an sich“ einen höheren Rang einnimmt als die Liebe zu einzelnen Personen, hielt Klages für lebensverneinend und realitätsfremd. Liebe zwischen Menschen richte sich stets auf ein bestimmtes Individuum als solches, das nicht um seiner Tugenden willen, sondern wegen seiner einzigartigen Individualität geliebt werde. Völlig verfehlt sei auch Platons Deutung des Eros als Ergebnis eines Mangelbewusstseins des Erotikers, der seine Unzulänglichkeit und Bedürftigkeit spüre und sie durch die angestrebte Verbindung mit dem Geliebten ausgleichen wolle. Das Bedürftigkeitsprinzip gelte nur für den Geschlechtstrieb; der Eros hingegen sei durch eine überströmende Fülle gekennzeichnet, er sei ein Drang zur Ergießung und zum Verschenken der Fülle. Diesen Drang versuche Platon auf „verdinglichte Begriffe“, auf „Begriffsgespenster“ (die platonischen Ideen) abzulenken. Seine Ideenwelt sei „blutlos“ und darum „leidlos“, dadurch unterscheide sie sich fundamental von der Welt des Eros, die vom Zustand des erotischen Rausches bestimmt sei. Der Eros sei von der Sexualität „wesensverschieden“ und komme nicht aus der gleichen Wurzel wie sie; sein Kennzeichen sei die Preisgebung, das ihre die Begierde.

### Psychologie
Sigmund Freud war von der Einheitlichkeit aller Erscheinungen, die im Deutschen mit „Liebe“ bezeichnet werden, überzeugt. Nach seiner Auffassung ist die gemeinsame Wurzel aller Liebesformen die Libido. Dazu bemerkte er: Der „Eros“ des Philosophen Plato zeigt in seiner Herkunft, Leistung und Beziehung zur Geschlechtsliebe eine vollkommene Deckung mit der Liebeskraft, der Libido der Psychoanalyse. Somit sind für Freud sämtliche Ausprägungen von „Liebe“ – die mit sexueller „Perversion“ verbundenen ebenso wie „normale“ und auch „sublimierte“ wie Nächstenliebe oder Gottesliebe – nur Varianten einer erotischen Begierde, die sich letztlich auf den Sexualtrieb zurückführen lässt.